# Tell Chassuna
Tell Chassuna nebo pouze Chassuna je archeologická lokalita 35 km jižně od dnešního Mosulu v severním Iráku. Leží na řece Tigridu a byla podle ní pojmenována pozdně neolitická chassunská kultura, v níž se vedle polonomádských lovců a sběračů poprvé v historii lidstva setkáváme se zemědělci, žijícími v trvalých osadách. Její hlavní osídlení datujeme do 2. poloviny 6. tisíciletí př. n. l.
Nejstarší mezopotamská osada byla objevena roku 1942 iráckým archeologem Fuadem Safarem. V letech 1943–1944 ji prozkoumali iráčtí archeologové. Výška tellu přesahuje 7 m údolí, v němž leží, a zabírá obdélníkové prostranství 200 × 150 m. Již v 1. vrstvě nalezli vědci příznaky zemědělské výroby.

## Střední neolit
Chassuna byla osídlena už ve středním neolitu v 1. polovině 6. tisíciletí př. n. l. Obyvatelé sem přišli zřejmě ze Sýrie a dali vzniknout tzv. protochassunské kultuře. Z této doby známe tři tábořiště uložená nad sebou (vrstva 1A). Archeologové tu nalezli ohniště a zbytky staveb obdobných staroneolitickým stavbám z Tepe Guranu v íránském Luristanu. Našla se tu šedá a šedohnědá keramika a plastickými ozdobami a keramika leštěná. Archaicky vypadá i keramika nalezená v následujících vrstvách 1B a 1C.

## Mladý neolit
Následující epocha, které patří archeologické vrstvy 2 a 3, je nazývána kulturou chassunskou a je obdobím rozkvětu tohoto sídla. V Chassuně nacházíme malé domky ze sušených cihel i domy o více místnostech, uprostřed osady byla náves, před každým domem byly zakopány nádoby na obilí, zvlášť stála budova pece. Velká kulatá stavba byla svatyní nebo shromažďovacím domem. V osadě byly uctívány ženské kamenné sošky. Počet obyvatel Chassuny odhadujeme asi na 500.
Mladší fáze mladého neolitu (vrstva 4) náleží samarrské kultuře, která chassunskou v severní Mezopotámii vystřídala.

## Starý chalkolit
Samarrská kultura přechází plynule do chalkolitu, v němž se začíná používat prvního kovu – mědi. Vrstva 5 v Chassuně je radiokarbonovým měřením datována asi k roku 5100 př. n. l. (s odchylkou 200 let). Jsou zde známy obytné budovy, které jsou už větší, mají sedm až patnáct místností, mnohé z nich ovšem byly skladišti. Oheň se zakládal na dvoře, který byl opatřen odvodňovací drenáží, cesty jsou dlážděny keramickými střepy. Zdi v místech trámů jsou zesilovány pilastry. Tento architektonický prvek se časem rozšiřuje po celé Mezopotámii hlavně v chrámové architektuře. Pohřbívalo se již mimo osadu ve zvláštním pohřebišti, v hrobech nalézáme milodary – keramiku, perly z různých hornin (vápenec, karneol, lapis lazuli). Zvětšují se sociální rozdíly mezi lidmi.